# Upplands runinskrifter 766
Upplands runinskrifter 766 är en vikingatida runsten av gråsvart granit i Norrby, Back-Norrby, Vårfrukyrka socken och Enköpings kommun. Runstenen är en parsten till U 767 som står bredvid. Stenen är 1,4 meter hög och 1,08 meter bred med en runhöjd på 4-8 centimeter.
Inskrifterna på parstenarna, som är ristade av Livsten, ska börja läsas på denna sten. Fortsättningen på U 767 lyder, översatt till nusvenska, "Livsten ristade runorna efter dem båda, fadern och sonen, dugande män".
Den man vid namn "Est" som omnämns på ristningen kan vara samme man som omtalas på runstenen U 780.

## Inskriften
Translitterering av runraden:
+ kuþastr + [l](i)t + akua + steno + (t)uo + yf(t)(i) + est + sun sen + ayk + selfon sik +
Normalisering till runsvenska:
Guðfastr let haggva stæina tva æftiʀ Æist, sun sinn, ok sialfan sik.
Översättning till nusvenska:
Gudfast lät hugga två stenar efter Est, sin son, och (efter) sig själv.